# Jim J. Bullock
Jim J. Bullock (* 9. Februar 1955 in Casper, Wyoming als James Jackson Bullock) ist ein US-amerikanischer Schauspieler. Bekannt wurde er in Deutschland als Neal Tanner, Bruder des Willie Tanner in der Fernsehserie Alf.

## Leben
Jim J. Bullock wurde in Casper, Wyoming geboren. Er zog mit seiner Familie früh nach Texas, wo er in der Stadt Odessa aufwuchs. Er wollte ursprünglich Priester werden und besuchte die Oklahoma Baptist University in Shawnee, Oklahoma.
Statt Priester zu werden, ging Bullock zum Fernsehen und wurde in den 1980er Jahren ein bekannter Unterhaltungsschauspieler. Er spielte im Theater und hatte mit Nebenrollen in den Sitcoms Too Close for Comfort und Alf auch einige erfolgreiche Fernsehauftritte. In letzterer Serie spielte er in der vierten Staffel Neal, den Bruder von Willie Tanner. Im Jahr 1987 spielte er in Mel Brooks’ Star-Wars-Persiflage Spaceballs eine Nebenrolle als Prinz Valium.
Nachdem die Serie Alf 1990 abgesetzt worden war, blieb Bullock dem Fernsehen und dem Theater treu. Er hatte mehrere Auftritte in amerikanischen Fernsehserien und leitete kurze Zeit eine Talkshow mit der amerikanischen Fernsehevangelistin Tammy Faye Messner. Von 2004 bis 2007 spielte Bullock eine Nebenrolle als Lehrer, Mr. Monroe, in der Serie Neds ultimativer Schulwahnsinn. 2007 tourte er mit der Broadway-Produktion Hairspray durch die USA.
Bullock hatte seine Homosexualität nie verschwiegen. Die von ihm gespielten Charaktere waren oftmals extravagant, verrückt oder feministisch. Im Jahr 1985 wurde bei ihm der HI-Virus diagnostiziert, was ihn heute als einen Langzeitüberlebenden der Krankheit bekannt gemacht hat.